# 虹橋2号航站楼駅 (上海地下鉄)
虹橋2号航站楼駅（こうきょうにごうこうたんろう-えき、中文表記: 虹桥2号航站楼站、英文表記: Hongqiao Airport Terminal 2 Station）は、中華人民共和国上海市閔行区に位置する上海軌道交通（地下鉄）及び上海市域鉄道の駅。2号線、10号線、機場連絡線(市域機場線)の3路線が乗り入れる。10号線のみ駅番号があり、L10/02が付与されている。

## 歴史
- 2010年
  - 3月16日 - 2号線が開業[1]。
  - 7月1日 - 滬寧都市間鉄道の開通により、空港に隣接して上海虹橋駅が開業する。ただし、地下鉄としての最寄り駅は虹橋火車駅駅である。
  - 11月30日 - 10号線が「客扱い試験運行」としてし客扱いを開始。上海公共交通カード所持者のみ通し運賃での改札外乗り換えが可能。普通切符の場合は隣の虹橋火車駅駅が乗換駅に指定されている。
- 2017年12月30日 - 2号線と10号線の間にあったホームの供用が開始され、3面4線となる[2]。
- 2020年1月23日〜2月2日 - 2号線・徐涇東-淞虹路間のトンネル改修工事により、2号線の運行を停止した[3]。

## 駅構造

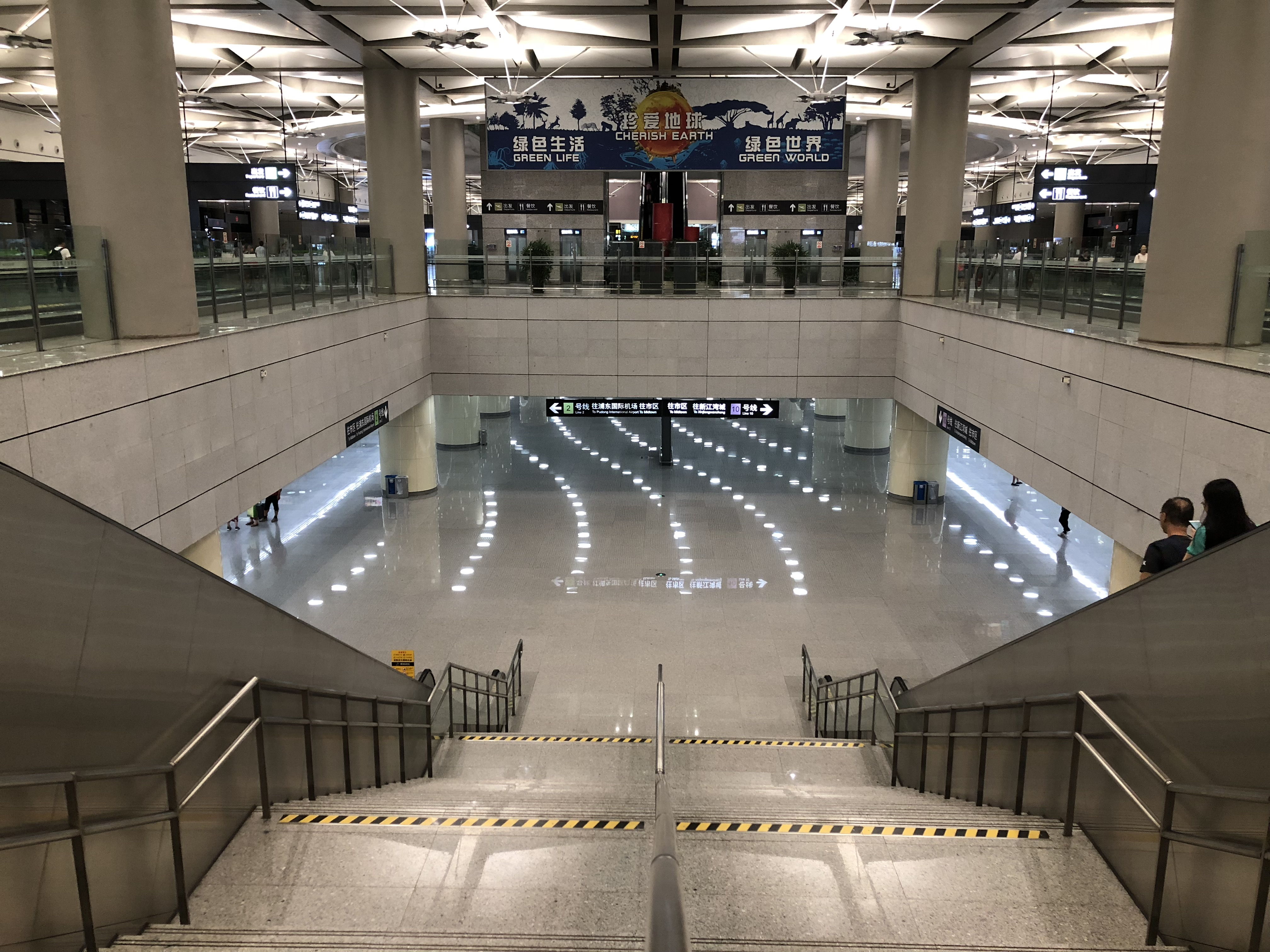
プラットホーム

島式ホーム3面4線の地下駅。開業当初は路線別に島式ホームがあったが、2017年12月30日に2号線と10号線の間にあった島式ホームの供用が開始され、上海市内中心部へ向かう列車同士で対面乗り換えが可能になった。

### のりば
| ホーム | 路線   | 行先                                            | 備考                  |
| ------ | ------ | ----------------------------------------------- | --------------------- |
| 1      | 2号線  | 虹橋火車站・国家会展中心方面                    |                       |
| 2      | 2号線  | 上海市街 人民広場・龍陽路・浦東1号2号航站楼方面 | 3番ホームと線路を供用 |
| 3      | 2号線  | 上海市街 人民広場・龍陽路・浦東1号2号航站楼方面 | 2番ホームと線路を供用 |
| 6      | 10号線 | 上海市街 龍渓路・陝西南路・新江湾城・基隆路方面 | 5番ホームと線路を供用 |
| 5      | 10号線 | 上海市街 龍渓路・陝西南路・新江湾城・基隆路方面 | 6番ホームと線路を供用 |
| 4      | 10号線 | 虹橋火車站行き                                  |                       |

2番ホームと3番ホーム、および5番ホームと6番ホームは、それぞれ線路を共有しており、列車は両側の扉を開けることが可能な構造となっている。

## 駅周辺
- 上海虹橋国際空港 第2ターミナル

## バス路線
当駅は虹橋東交通中心の中にあり、バス乗り場も併設されている。
| 虹橋枢纽東交通中心 |             |                    |                                                    |
| のりば             | 系統        | 起点               | 終点                                               |
| 1号候車室          | 316路       | 虹橋東交通中心     | 延安東路中山東一路                                 |
| 1号候車室          | 虹橋枢纽4路 | 虹橋枢纽東交通中心 | 紫竹科学園区                                       |
| 1号候車室          | 941路       | 虹橋枢纽東交通中心 | 上海火車駅(南広場)（虹橋空港1・2号ターミナル経由） |
| 1号候車室          | 閔行18路    | 金輝路保楽路       | 合川路虹泉路                                       |
| 2号候車室          | 虹橋枢纽9路 | 虹橋枢纽東交通中心 | 嘉定客運中心                                       |
| 2号候車室          | 机場一線    | 虹橋枢纽東交通中心 | 浦東空港                                           |

## 隣の駅
上海軌道交通
 2号線
虹橋火車站駅 - 虹橋2号航站楼駅 - 淞虹路駅
 10号線
虹橋火車站駅 (L10/01) - 虹橋2号航站楼駅 (L10/02) - 虹橋1号航站楼駅 (L10/03)
上海市域鉄道
■ 機場連絡線
虹橋2号航站楼駅 - 中春路駅